# Semiothisa fraserata
Semiothisa fraserata is een vlinder uit de familie van de spanners (Geometridae). De wetenschappelijke naam van de soort is voor het eerst geldig gepubliceerd in 1974 door D.C. Ferguson.
De naam verwijst naar de Fraserspar, omdat de larven van deze soort zich voeden met bladeren van deze naaldboom (en mogelijk nog andere coniferen). De soort komt enkel voor in de zuidelijke Appalachen (Verenigde Staten) op ongeveer 1.800 meter en hoger, in habitats gedomineerd door de Fraserspar.